# City Without Walls
City without walls, musikalbum av Paul Roberts utgivet 1985. Albumet är producerat av Paul Roberts.

## Låtlista
- Railroad to the Sea
- The Goodlife
- Back to England
- Hard Times
- Dreamstate - Karel Fialka, Paul Roberts
- Only the Strong Survive
- The Kiss
- Night Starvation
- City Without Walls
- Guntalk

## Medverkande
- Paul Roberts - Sång, akustisk gitarr
- Robin Langridge - Keyboard
- Dean Klevatt - Keyboard
- Clem Clempson - Gitarr
- Les Davidson - Gitarr
- Ricky Stevens - Trummor
- Mo Foster - Bas
- Danny Thompson - Bas
- Brent Forbes - Bas
- Ian Maidman - Bas
- Guy Parker - Trumpet
- Pat Crumley - Saxofon
- Noel McCalla - Bakgrundssång